# Phascolion convestitum
Phascolion convestitum är en stjärnmaskart som beskrevs av Sluiter 1902. Phascolion convestitum ingår i släktet Phascolion och familjen Phascoliidae. Inga underarter finns listade i Catalogue of Life.